# モニター艦
モニター艦（モニターかん、Monitor）、あるいはモニター、モニトルとは軍艦の一種で、比較的小型で低乾舷の船体に、相対的に大口径の主砲を砲塔式に搭載した装甲艦を指す。
広義の砲艦ともいえる。
基本設計に着目した分類であるため、性能や用途は艦によって異なる。モニターの語は、最初期の例である南北戦争時のアメリカ合衆国（北軍）軍艦「モニター」の艦名に由来する。
大きく分けると、沿岸や内水域での対艦戦闘を目的としたものと、対地攻撃を目的とした特殊艦艇に分類することができる。いずれも乾舷が低く航洋性能が乏しい傾向があり、移動砲台や浮き砲台的な性格を持つ点で共通する。
用途に着目すると海防戦艦（海防艦）の一形態とも見ることができる。
歴史的には回転砲塔艦 (Turret ship) から、ブレストワーク・モニターと発展し、前弩級戦艦への道を開いた。

## 目的別の歴史的経過

### 対艦戦闘を目的としたモニター艦

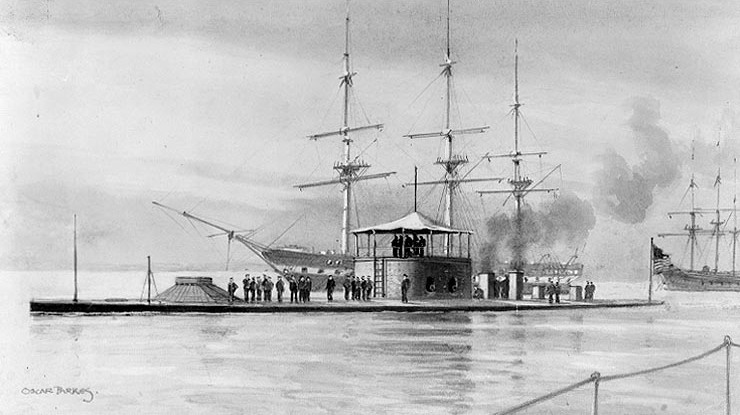
アメリカ海軍の「モニター」

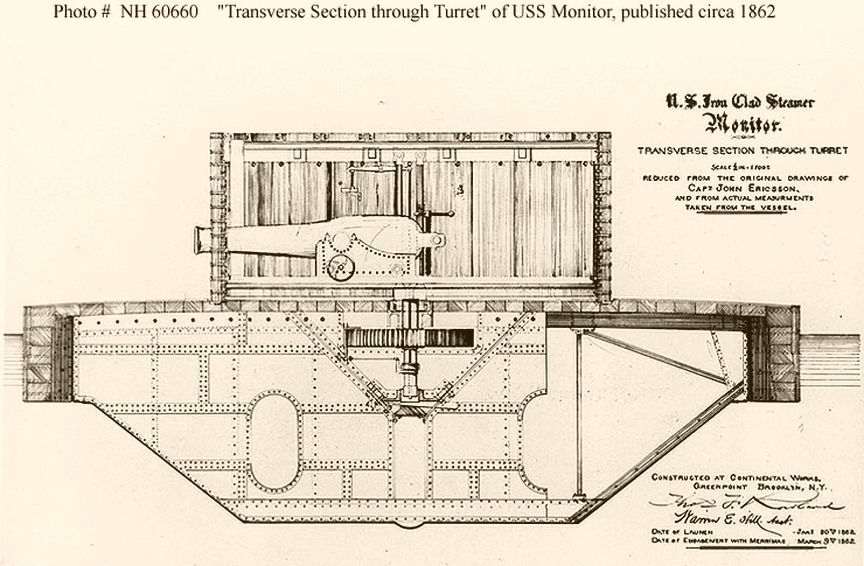
「モニター」の断面図。

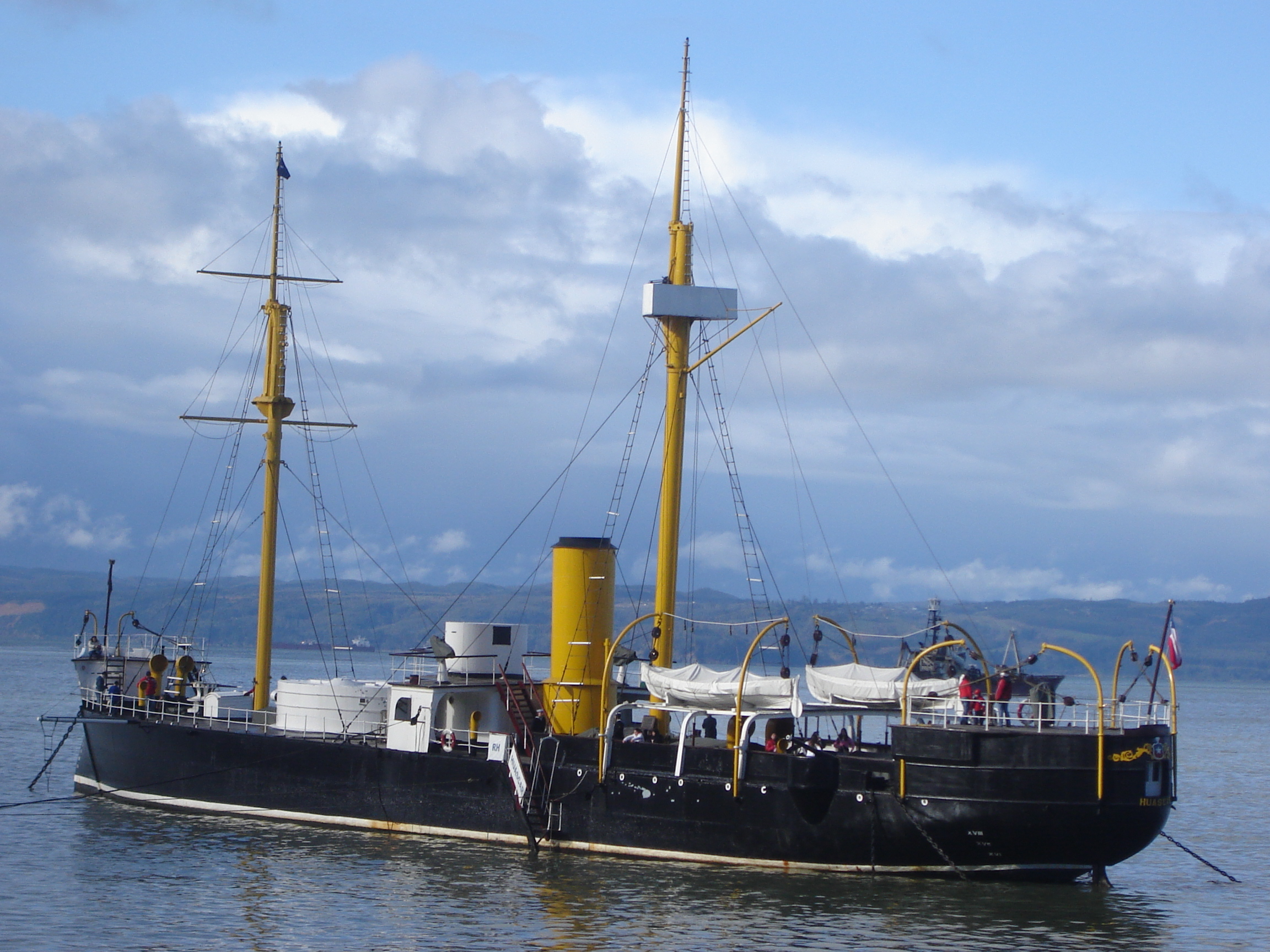
ペルー海軍からチリ海軍が鹵獲した「ワスカル」。典型的ではないがモニター艦に分類される場合がある。

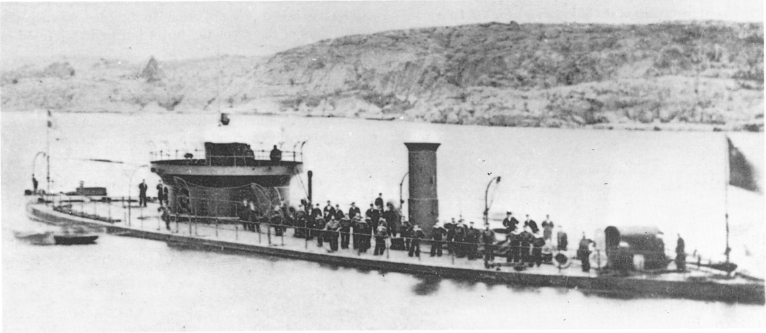
スウェーデン海軍の「ジョン・エリクソン」

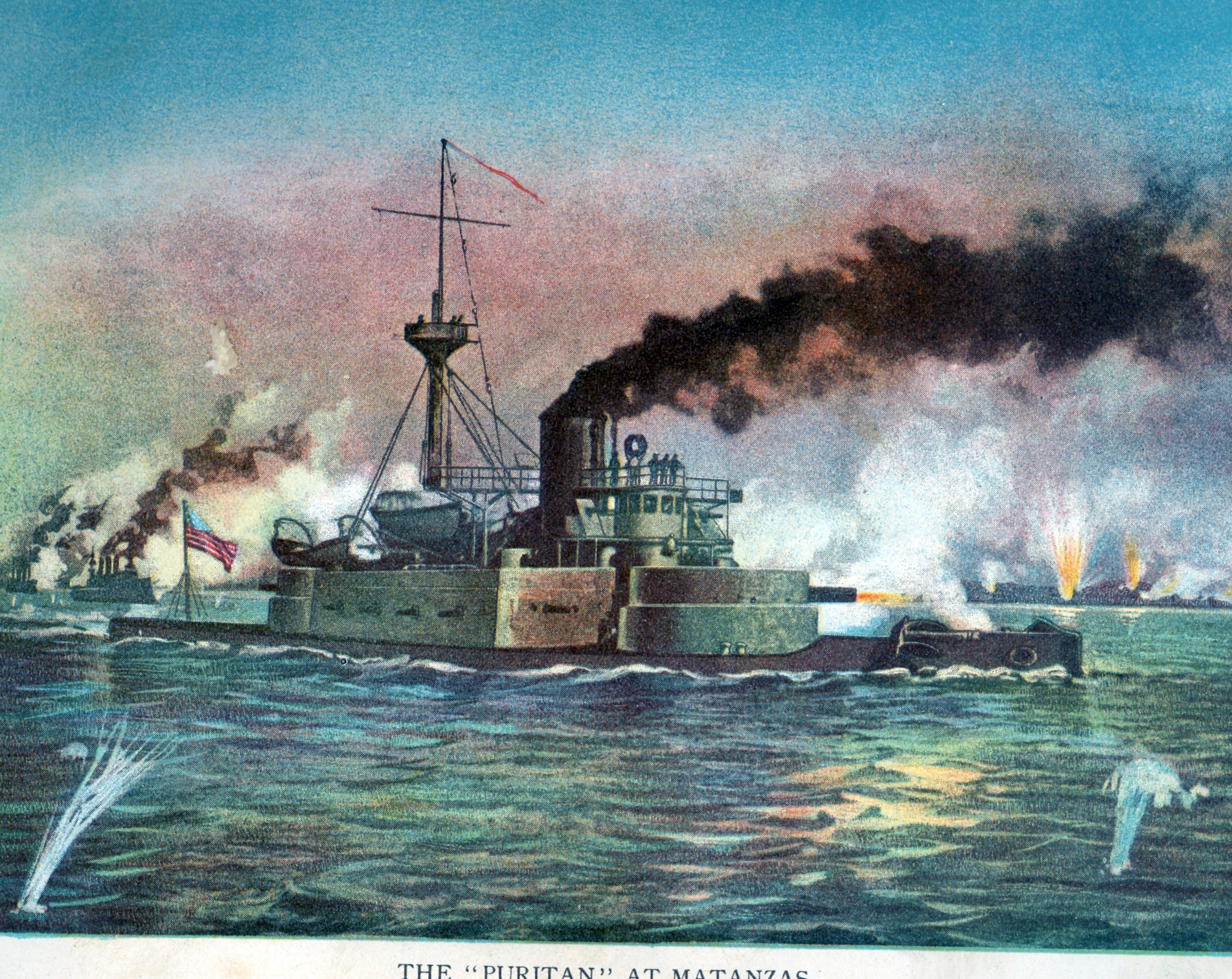
米西戦争でマタンサスに艦砲射撃をおこなう「ピューリタン」。

北アメリカ大陸における南北戦争において、スウェーデンの技師ジョン・エリクソンはアメリカ合衆国の海軍（北軍）のために船体中央に砲塔を備えた装甲艦を開発した。これは軍艦に砲塔が搭載された最初期の例であった。
この「モニター (USS Monitor) 」が、一般に歴史上最初のモニター艦だと言われる。
また、近代的な軍艦（装甲艦）の起源とされる事もある。
なおアメリカ連合国のアメリカ連合国海軍（南軍）が中央砲郭艦「バージニア (CSS Virginia) 」を運用しており、北軍の「モニター (USS Monitor) 」とハンプトン・ローズ海戦を繰り広げた。これが世界最初の装甲艦同士の海戦であった。
南北戦争で一定の成功を収めたことをきっかけに、建造費用のわりに強力な沿岸防衛用軍艦としてモニター艦は世界に広まった。これらのモニター艦に共通する特徴としては、強力な主砲塔と装甲のほかに、マストなどの帆走設備を持たないことと、極端に低い乾舷としていることである。長期航海を想定しないことで、石炭搭載量を減少し、乗組員の消耗品や居住空間を削ったため、小型の船体を実現できたのである。この特徴は、砲塔の射界を確保して少数の大口径砲で高い攻撃力を実現し、標的面積を減少させ、装甲を集中することで防御力も向上できた。従来の軍艦（帆船、装甲艦）は舷側に多数の大砲を設置しており、船体の向きを変えなければ火力を投射できなかった。だがモニター艦は回転式砲塔を装備しており、船体の向きを変えずに主砲を発射できるという画期的な設計であった。
当時実用化されていた艦船用の最新動力は蒸気レシプロエンジンであった。しかし、直立シリンダー形では低いシルエットと重心を得ることは難しく、さりとて、水平形で推進軸を船体中心線付近とするには配置と重量の左右不均衡を招く。そこで左右対称の構造で、ピストンの両側にコネクティングロッド（コンロッド）を持つ水平還動式の「トランクエンジン」に着目し、これを改良することとなった。トランクエンジンはピストン棒が無く小型化には適するが、コンロッドの動作角度の制限（トランク径の限界）から大きなストローク（大きな軸トルク）が得られない欠点があった。そこで、エリクソンはコンロッドをクランクに直付けすることを止め、軸の両端に長短2本のレバー（てこ棒）を持つレバー軸を新たに設け、短いレバーにピストンからのコンロッドを連結し、長いレバーでストロークを増幅した上でクランクを回すレイアウトを考案した。このレバー軸はトランクエンジンを挟んで左右に1組ずつあり、左右の長いレバーからのコンロッドが中央のクランクでつながるため左右対称となり、船体中心線上への配置と低い甲板の両立が可能となり、さらに必要なトルクも確保できるようになった。これはバイブレーティングレバーエンジンと呼ばれる。
一方、低く小さな船体は、燃料用石炭の搭載限界による航続力の低下、低速力、居住環境の悪化、耐波性の低下という負の要素をもたらした。作業・滞在空間の不足を補うためには、砲塔上や甲板にテントを張ることがよく行われたが、不便は否めなかった。このデメリットはモニター艦の利点と表裏一体であり、自国の根拠地や沿岸防御に用いる分には、問題なしとみなされた。それでも、海難事故を生じる原因となった。またモニター艦を敵国海岸への対地砲撃や要港封鎖など攻勢的任務に投入しようと意図した場合、ある程度の速力や航洋性も求められるようになった。
イギリスでは、エドワード・リード卿がモニター艦の航洋性を向上させたブレストワーク・モニターを建造した。これは船体中央部にブレストワーク（breastwork、胸壁の意）と称する上部構造物を載せ、その上に砲塔を配置した改良型モニター艦である（ブレストワーク・モニター艦の一覧）。上甲板に砲塔設置用の開口部を持たないため、船体の水密性が高まり、作業・居住空間が広がるメリットがあった。その代わり、被弾しやすいブレストワーク部には強力な装甲を施す必要が生じ、重量増加や重心上昇を招くデメリットもあった。オーストラリア向けに建造された「サーベラス」が代表例である。
1870年にイギリス海軍の砲塔装甲艦「キャプテン」がコールズ大佐と共に沈没し、設計を見直す。
この試行錯誤を経て、外洋航行能力をもつデヴァステーション級装甲艦が就役した。さらに城塞式装甲 (Armored citadel) を備えた砲塔装甲艦「インフレキシブル」を完成させ、最終的にはロイヤル・サブリン級戦艦（世界最初の前弩級戦艦）へと発展した。
このように急激な技術発展が進む中で、19世紀末には早くもエリクソンが建造したような航洋性のないモニター艦は建造されなくなった。砲戦距離が伸び、砲弾の落下角度が増大したことは、低乾舷が有していた標的面積減少のメリットを失わせた。また1870年代後半には魚雷を装備した水雷艇が出現した。水雷艇を排除するには小口径の速射砲装備が不可欠であり、モニター艦にはそのような改良の余地が乏しかった。さらに機関技術の進歩は、航洋型の軍艦でも帆走設備を縮小・廃止できる状況を生み、既に回転砲塔艦（改良型モニター）と従来型装甲艦を組み合わせた前弩級戦艦へと発展しつつあったのである（前述）。モニター艦が持っていた「小さな装甲船体に、相対的に強力な火砲」という性格は、海防艦（海防戦艦）という艦種に継承されていく。

### 対地攻撃を目的としたモニター艦

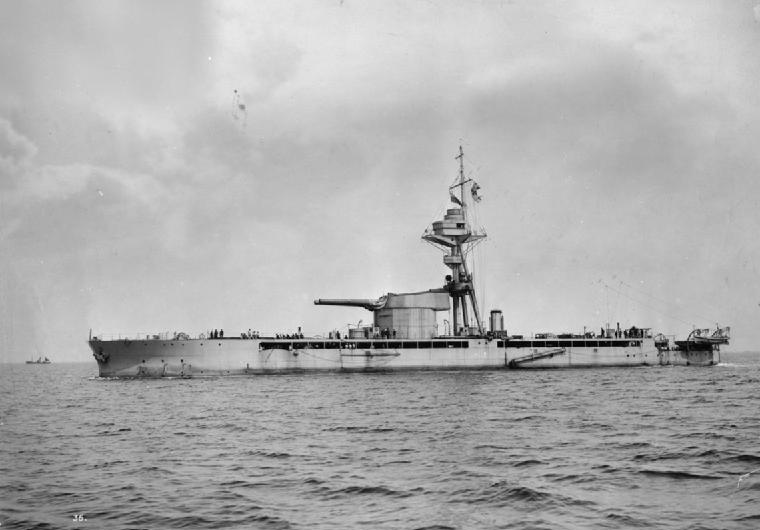
イギリス海軍の「マーシャル・ネイ」

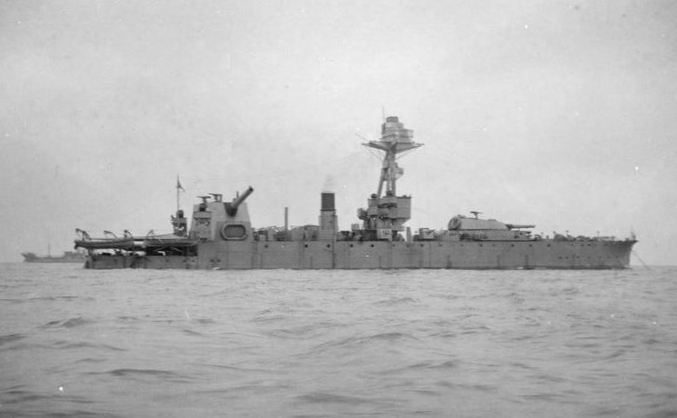
イギリス海軍の「ロード・クライブ」。艦前部に12インチ主砲塔、艦後部に固定式18インチ砲を装備した。

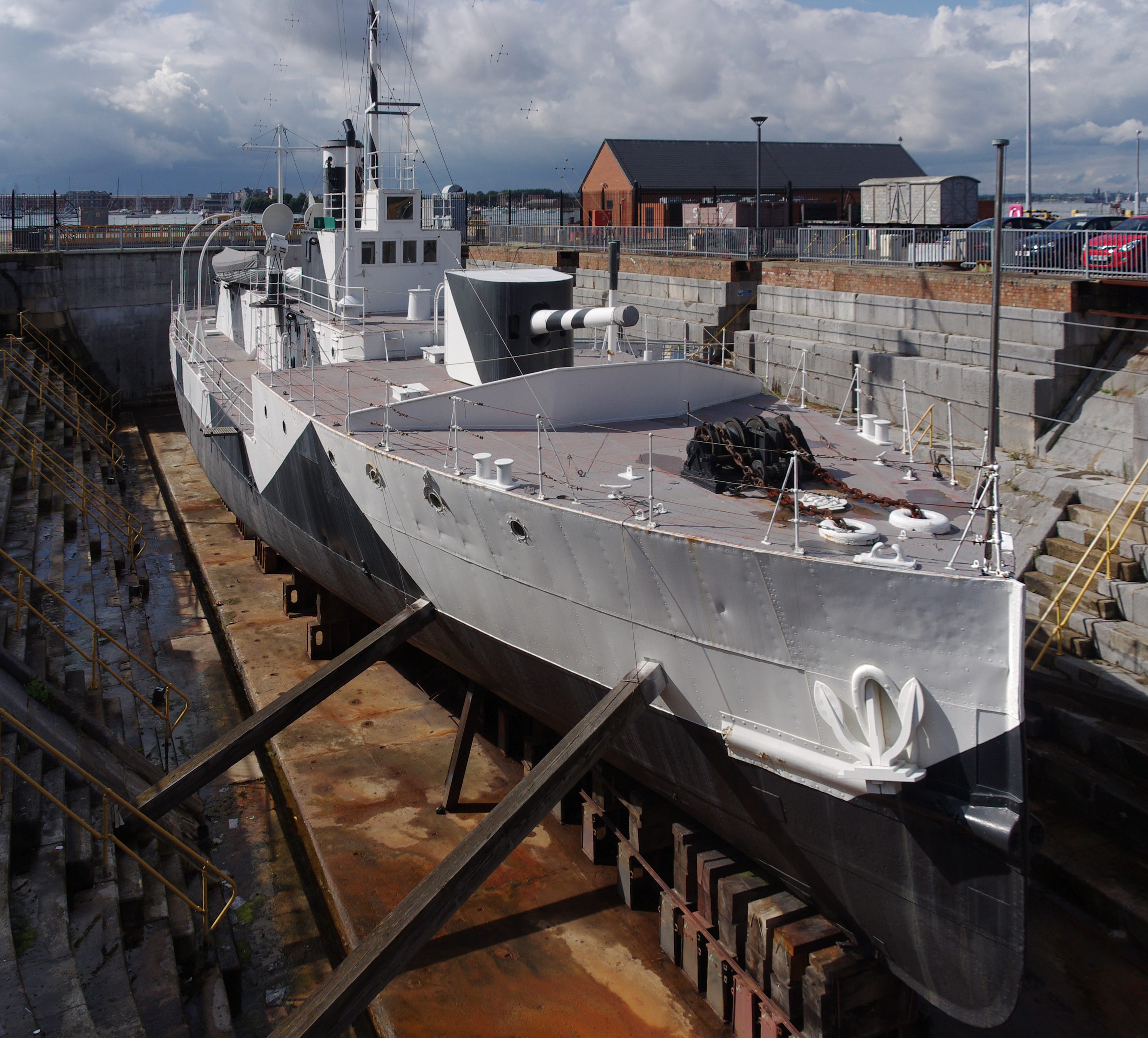
記念艦となったイギリス海軍の「M33」（1915年就役）。

以上のような対艦戦闘用の系列とは別に、第一次世界大戦の頃に出現した対地攻撃用の浮き砲台がある。
これはイギリス海軍が、陸上部隊の火力支援任務のために、戦艦や装甲巡洋艦の砲塔を流用した特殊艦艇である。建造の背景には、地上砲撃という戦術上の必要性のほかに、建造中止艦や、旧式艦の余剰砲塔の有効活用という意図もあったと言われる。イギリス海軍では35隻が建造された。イタリア王立海軍でも建造中止となったフランチェスコ・カラッチョロ級戦艦の主砲を利用して数隻を建造している。
この種の艦艇は、沿岸用なので喫水が浅く比較的乾舷が低い点や、強力な主砲塔を持つ点で、従来のモニター艦の系譜といえる。そのため喫水の深い大型航洋艦（戦艦など）よりも海岸に迫って大口径砲による砲撃を加えることが可能で、ドーバーパトロールや、ガリポリの戦いで活躍した。一部の艦では、安定性を確保するため船体両舷に対魚雷バルジを装備している。通常の海軍艦艇の防禦方式（魚雷隔壁）よりも、浮力確保やダメージコントロールがしやすいという副次効果があり、実際にエレバス級モニター2隻はドイツ帝国海軍の魚雷艇や自爆ボートによって被雷した際に、バルジのおかげて沈没を免れた。
ただし大口径の主砲は持つものの、通常の水上戦闘艦と交戦するのには適しない。なぜなら、水上戦闘用のモニター艦が廃れたように、速射砲ではない少数の砲では遠距離の高速移動目標への命中は期待しがたいうえ、速力も極めて低速なためである。第一次世界大戦のイムブロス島沖海戦においてイギリス海軍のモニター艦「ラグラン」と「M28」は、オスマン帝国海軍の巡洋戦艦「ヤウズ・スルタン・セリム」および巡洋艦「ミディッリ」と交戦したが、一方的に撃沈されている。
軍用機の急速な発達が進むと、モニター艦の防御力の弱さが目立つようになり、速力が遅いことによる運用難もあって次第に衰退した。列強各国が軍縮条約を締結して海軍休日がはじまると、そもそも大口径砲を搭載した艦艇の建造が困難になった。
ロンドン海軍軍縮条約で、イギリスは損傷した「ロバーツ」と、特殊艦船としてモニター艦3隻（エレバス、テラー、マーシャル・ソルト）の保有を許された。アメリカ海軍はモニター艦「シャイアン」、イタリア海軍は「ファー・ディ・ブルーノ」など5隻の保有を認められた。
第二次世界大戦の開戦時、イギリス海軍の現役モニター艦はエレバス級2隻だけだった。「テラー」はインセクト級砲艦と共にバルディア砲撃をおこなうなど地中海戦域で活動したが、ドイツ空軍のJu87により撃沈された。「エレバス」は太平洋戦線に転用されたこともあり、セイロン島トリンコマリーに停泊中、南雲機動部隊の艦上機により損傷した（セイロン島沖海戦）。イギリス海軍は戦時中にロバーツ級モニター2隻を建造した。第二次世界大戦終盤、イギリス海軍のモニター艦はイタリア侵攻（ハスキー作戦、アヴァランチ作戦など）や、ノルマンディー上陸作戦などの上陸作戦に参加した。
第二次世界大戦時に新たな「大口径砲搭載モニター艦」を建造したのはイギリスだけだったが、モニター艦が目的とした海上からの火力支援任務はむしろ重要性を増し、一般的な戦艦やロケット弾搭載舟艇がこれを引き継いでいる。なおイギリス海軍のモニター艦2隻は1950年代まで在籍していた。2024年時点で、1915年に就役したM29級モニターのM33が、イギリス海軍国立博物館において記念艦として保存・公開されている。

### 河用モニター艦

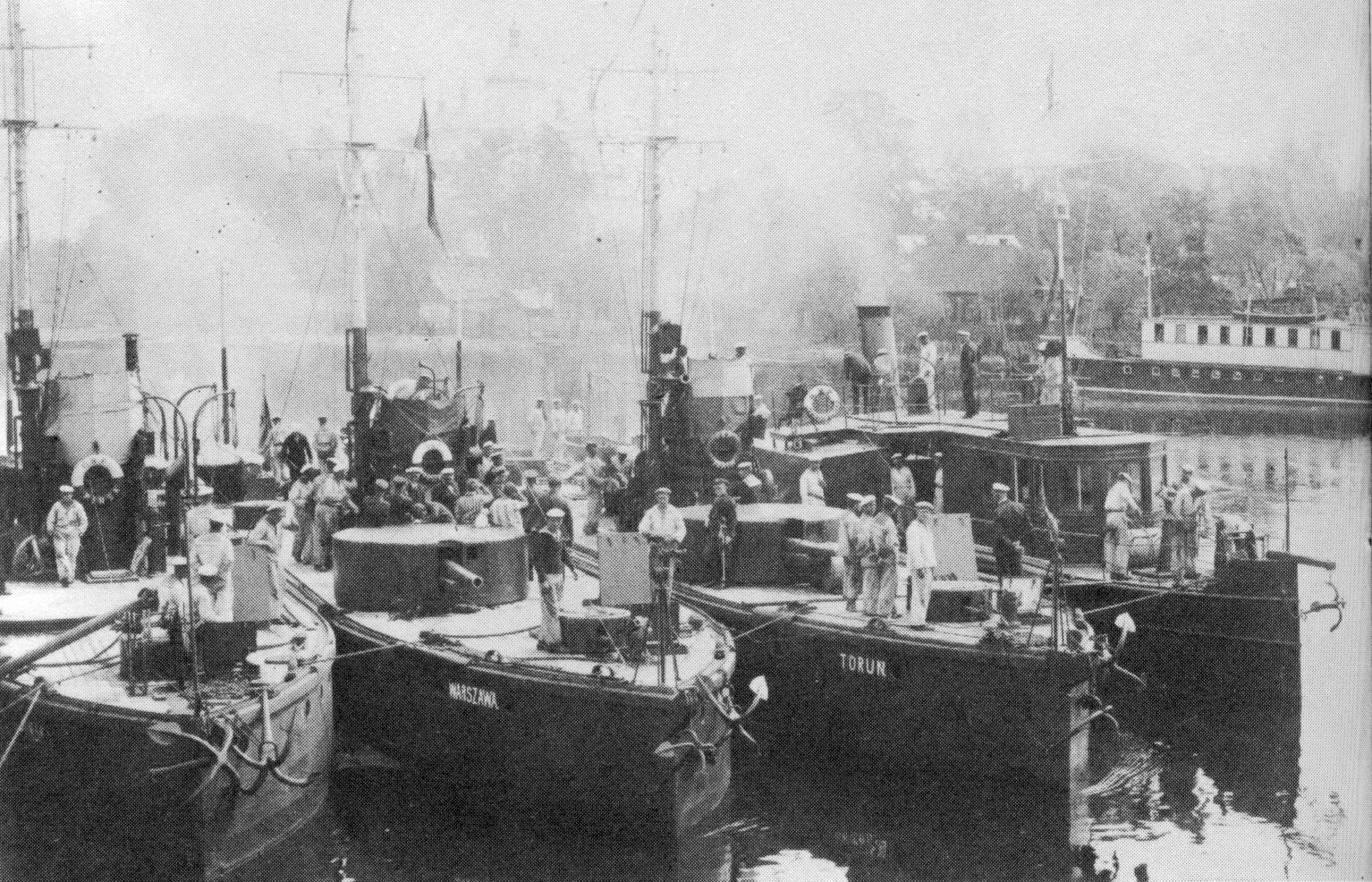
ポーランド海軍のトルン級河用モニター。ピンスクに係留中の写真。（1926年以前）

19世紀の砲艦は、来襲する敵艦隊から自国の周辺海域を防衛するため「小型で浅い吃水の船体に比較的大型の砲を搭載する」という艦艇であった（レンデル式砲艦など）。だが軍艦の大型化により、その任務を他艦種に譲った。砲艦は、河川や沿岸などで運用されるようになる。このように内水用に用いられるようになった砲艦（砲艇）の中にもモニター艦式の設計のものがあり、海上用のモニター艦とは区別して河用モニター艦と呼ばれることもある。武装には戦車用の砲塔を流用したものが多い。例えばベトナム戦争でアメリカ軍は、上陸用舟艇を改造して迫撃砲や戦車砲を搭載した重武装の砲艇を使用し、モニターと呼んでいた。これはメコン川などの流域にあるゲリラ拠点に対しての対地攻撃に用いられた。
また第一次世界大戦時にイギリス海軍が前弩級戦艦の6インチ砲を採用して建造したインセクト級砲艦は、メソポタミア遠征で活躍した他、戦間期の支那事変における砲艦外交をおこなったり（レディバード号事件）、第二次世界大戦の地中海戦域において対地砲撃を実施するなどの活躍を見せた。
- インセクト級 - イギリス海軍がオーストリア＝ハンガリー帝国攻略のためドナウ川での使用を前提に開発。
- テメシュ級 - オーストリア＝ハンガリー帝国海軍がドナウ川防衛用に建造。
- 強襲支援哨戒艇(Assault Support Patrol Boat:ASPB)（アルファ・ポート） - ベトナム戦争後期に建造。メコン川沿岸での対地攻撃に従事。

## 代表的なモニター艦
- 対艦戦闘を目的としたモニター艦

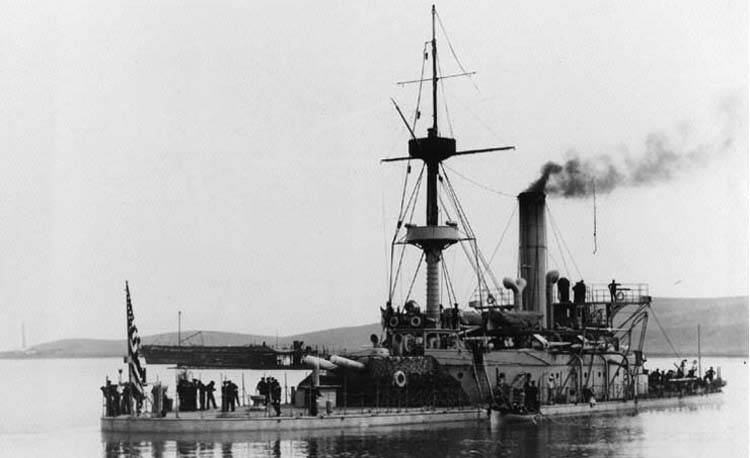
アメリカ海軍のモンテレー

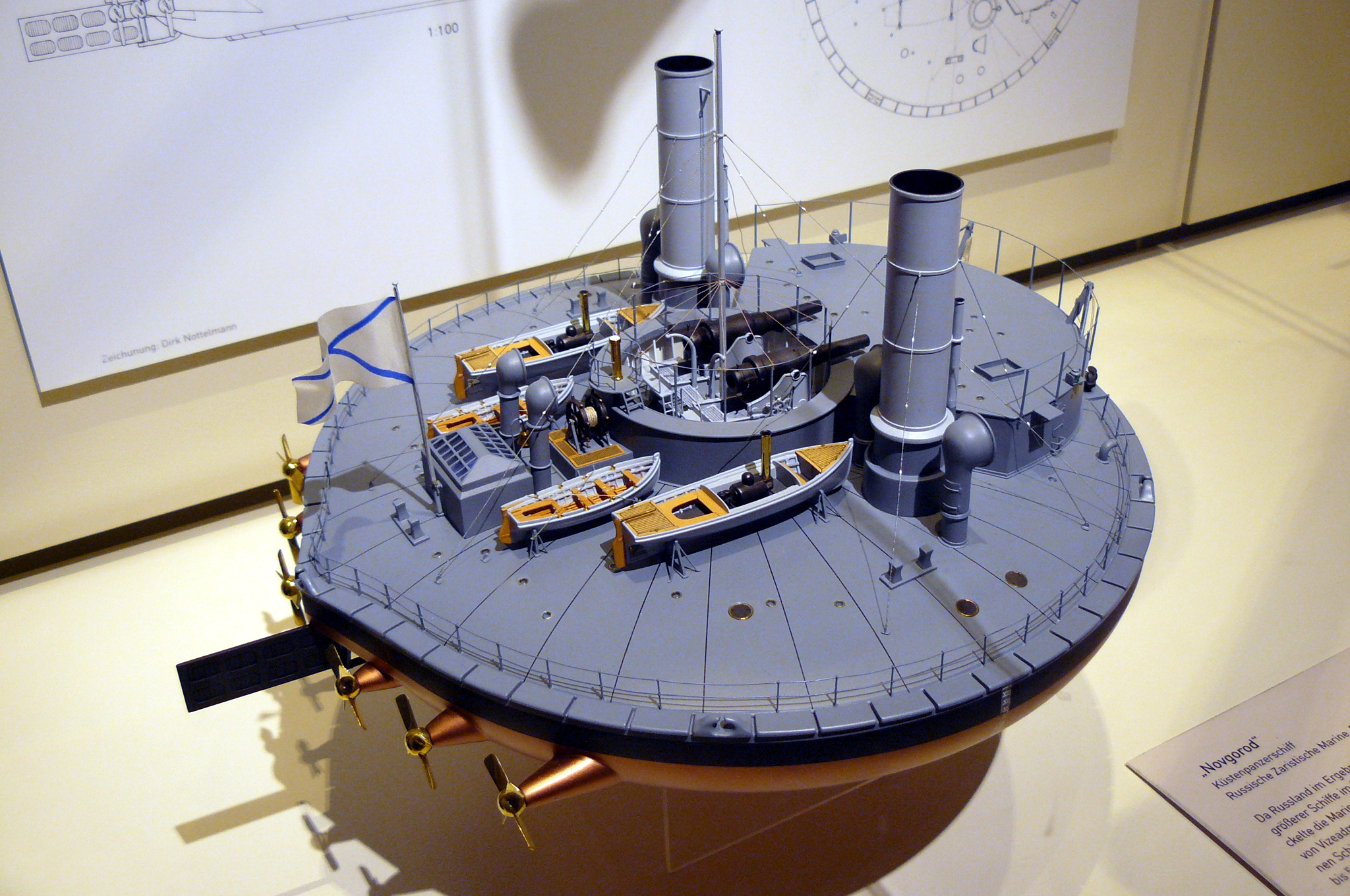
ノヴゴロドの模型

  - モニター (USS Monitor) - アメリカ南北戦争時の北軍が建造。
  - ピューリタン - アメリカ海軍が米西戦争で運用。
  - アーカンソー - アメリカ海軍が米西戦争で運用（アーカンサス級モニター）。
  - ルパート - イギリス海軍[23]。
  - サーベラス - オーストラリア海軍
  - ノヴゴロド、ポポプ提督号 - ロシア帝国海軍の円盤型モニター。
- 対地攻撃を目的としたモニター艦
  - アバークロンビー級 - イギリス海軍が第一次世界大戦で建造。
  - ロードクライブ級 - イギリス海軍が第一次世界大戦で建造[注釈 26]。
  - エレバス級 - イギリス海軍が第一次世界大戦で建造。第二次世界大戦でも運用。
  - ファー・ディ・ブルーノ - イタリア海軍が第一次世界大戦で建造。
  - ロバーツ級 - イギリス海軍が第二次世界大戦で建造。
- 河用モニター艦
  - ワルシャワ級 - ポーランド海軍が1920年代に4隻建造。

## 潜水モニター艦
モニター艦の中でも特異な存在の艦ないしモニター類似艦として、第一次世界大戦後にイギリス海軍の建造したM級潜水艦を挙げることができる。この潜水艦は限定旋回式の305mm単装砲塔を搭載しており、敵水上艦船への浮上攻撃を行う計画であった。
なお、フランス海軍でも、通商破壊用に203mm砲塔を搭載した似た性格の巨大潜水艦スルクフを建造したが、こちらはモニター艦と呼ばれることは無い。

## 創作作品
- 宮崎駿『宮崎駿の雑想ノート』 - 第2話「甲鉄の意気地」で北軍「モニター」と南軍「メリマック」のハンプトン・ローズ海戦を描写する。
- Iron & Oak (GMT,2013-クロノノーツゲーム,2013) - 日本語訳なし,アメリカ南北戦争の海戦をマス目のマップとカードを用いて遊ぶ紙製のゲーム。
- Robert Gardiner, Conway's All the World Fighting Ships 1906-1921, p. 422
- アズールレーン - 艦船擬人化されたエレバス級モニターと、アバクロンビー（ロバーツ級モニター）が登場する。
- 戦艦少女R - 艦船擬人化されたモニター艦が多数登場する。